# Avraham Deutsch
Avraham Deutsch (hebrejsky: אברהם דויטש,‎ Avraham Dojtš; 1889 – 25. května 1953) byl izraelský politik a poslanec Knesetu za stranu Agudat Jisra'el.

## Biografie
Narodil se v uherské části tehdejšího Rakouska-Uherska. Studoval na různých ješivách, získal osvědčení pro výkon profese rabína. Studoval na Vídeňské univerzitě. Získal doktorát z pedagogiky a filozofie. V roce 1920 se přestěhoval do Budapešti. Působil jako rabín. V roce 1950 přesídlil do Izraele.

## Politická dráha
Zastupoval maďarské Židovstvo na konferenci na Bermudách, kde se debatovalo o pomoci uprchlíkům z nacistického Německa. Během druhé světové války byl vězněn v Bergen-Belsen. V Izraeli se stal vrchním inspektorem školského systému napojeného na Agudat Jisra'el.
V izraelském parlamentu zasedl po volbách v roce 1951, na kandidátce Agudat Jisra'el. Byl členem parlamentního výboru pro vzdělávání a kulturu, výboru House Committee a výboru pro ústavu, právo a spravedlnost. Zemřel během funkčního období. Jeho poslanecké křeslo zaujal Zalman Ben Ja'akov.